# 시궁쥐
시궁쥐 또는 집쥐(Rattus norvegicus; brown rat)는 쥐과에 속하는 잘 알려진 설치류 중 한 종으로, 노르웨이쥐(Norway rat)라고도 불린다. 전세계적으로 인간이 사는 거의 모든 곳에 서식한다. 병원균이 많기 때문에 렙토스피라증, 큐열, 페스트균 등 질병 전파의 매개가 되는 동물이지만, 선택교배를 통해 개량된 종은 실험용으로도 쓰이며, 애완용으로 길러지기도 한다.

## 서식지
원산지는 중국 북부, 몽골, 시베리아 남동부로 추정된다. 선박 등을 통해 1700년대 무렵 유럽과 미국으로 전파되는 것을 시작으로, 전 세계적으로 인간 주위에 분포하게 되었다.

## 생김새
털빛은 갈색이나 짙은 회색이며, 아랫부분은 이보다 밝은 색을 띠고 있다. 다 자랐을 경우 몸 길이는 약 25cm이며, 꼬리 길이도 이와 비슷하다. 성체의 무게는 평균적으로 수컷 350g, 암컷 250g 정도지만, 500g에 이르는 개체도 있다.
실험용, 애완용으로 개량된 개체들은 백색증을 가지거나 다양한 털 색과 눈 색을 하고 있다.

## 생태
야행성 동물이다. 잡식성 동물로 거의 모든 음식을 먹고 살지만, 곡류를 가장 중요한 먹이로 삼는다. 무리를 이루는 동물이다. 수컷이 무리를 이끄는데, 그 수는 200마리에 이르기도 한다.

## 외부 링크

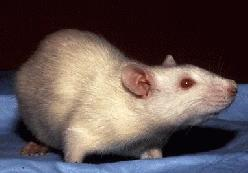
백색증을 가진 시궁쥐